# Martos Antônio
 Martos Antônio Soares Neto (Irecê, 12 de abril de 2005) é um voleibolista profissional brasileiro, jogador posição ponteiro e medalhista de ouro no Campeonato Mundial de Clubes de 2024 no Brasil. 

## Carreira
A aptidão de Martos para a prática desportiva e de muitos atletas praticantes do Centro de Educação Integral de Irecê (CEII), vem ocorrendo sob a orientação dos treinadores e grandes motivadores Tim e Téo, com uma trabalho formativo há décadas. Aos 14 anos,  quando cursava o nono no Centro de Educação Integral de Irecê (CEII), na época estava com 2,05 metros de altura, competia por esta instituição, sendo destaque nos fundamentos de saque, bloqueio e ataque, com desempenho destacável nas categorias Sub-14 e Sub-17 dos Jogos Escolares da Região de Irecê (JERI), sendo que na modalidade do voleibol foi tricampeão dos Jogos Escolares nos anos de 2017, 2018 e 2019. No time de basquete da referida instituição educacional, destacou-se atuando na posição de pivô, alcançando também o tricampeonato  no ano de 2019, ambas vitórias foram decisivas para o título geral do colégio nos Jogos Escolares Sub 14 de 2019. Em 2020, surgiu a oportunidade em que foi selecionado pelo Coordenador Técnico Nilson Rex para fazer parte do time de voleibol de Aprov/Chapecó..
Em 2022, foi convocado para seleção brasileira, para disputar o Campeonato Sul-Americano Sub-19 em Araguari, ocasião que terminou com o vice-campeonato.Em 2024, conquistou o título do Campeonato Sul-Americano Sub-21 sediado em Callao. Com o time profissional do Sada Cruzeiro, disputou o Campeonato Mundial de Clubes em Uberlândia obtendo a medalha de ouro.

## Títulos
Clubes
Supercopa Brasileira:
- 2024

Campeonato Mineiro:
- 2024

Campeonato Mundial de Clubes:
- 2024